# イトヒキブダイ
イトヒキブダイ (学名：Scarus altipinnis) は、スズキ目ブダイ科の海水魚。太平洋の熱帯海域に分布する。タイプ産地はギルバート諸島。

## 形態
全長は60cmを超える。体型はやや側偏した楕円形。背鰭は9棘10軟条から、臀鰭は3棘9軟条から成る。雄成魚は背鰭第1軟条が糸状に伸びる。尾鰭は二重湾入形。
雄の体色は緑色または青色で、額部分は色が濃い。体側面下縁は桃色、鱗には桃色の網目模様が入る。上唇は桃色で、眼の下を通る青いラインをもつ。背鰭下部および臀鰭上部、胸鰭下部は桃色。背鰭上部および臀鰭下部、胸鰭上部、尾鰭は青色。尾鰭には桃色または黄色の不規則な模様が入る。
雌の体色は濃い茶色で、不規則に白い小斑点が入る。幼魚の体色は暗色で、白い縦縞と横縞が入るが、成長とともに薄れる。体側面には薄く白い斑紋が規則的に並ぶ。虹彩と吻部は黄色い。

## 分布・生態
オーストラリア北東部以東の太平洋に分布するが、ハワイ諸島、イースター島では記録されていない。日本では小笠原諸島のみで見られる。幼魚は高知県柏島でも確認されている。岩礁や水深30m以浅の浅いサンゴ礁の縁に生息し、群れを作る。幼魚はサンゴ礁内部で単独で生活する。岩やサンゴに付着した藻類を捕食する。産卵は雌雄一対で行われる。

## 人との関わり
ミクロネシアでは食用に漁獲されている。